# Chukwuma Akabueze
Chukwuma Akabueze (Ilorin, 6 de maio de 1989) é um futebolista nigeriano que atua como meio-campo. Atualmente, joga pelo Odd Grenland.